# Grans
Cet article possède des paronymes, voir Brans, Crans et Gans.
Grans [ɡʁɑ̃s] est une commune française située dans le département des Bouches-du-Rhône, en région Provence-Alpes-Côte d'Azur.
Ses habitants sont appelés les Gransois.

## Géographie

### Situation
La commune de Grans, qui s'étend sur 27,6 km2, est traversée par la Touloubre et abrite deux sources non captées, la Grande Fontaine et la source de Canebière qui alimente la fontaine Mary-Rose[source insuffisante].
| Salon-de-Provence    | Salon-de-Provence | Salon-de-Provence |
| Saint-Martin-de-Crau | Grans             | Salon-de-Provence |
| Miramas              | Cornillon-Confoux | Lançon-Provence   |

### Climat
Pour des articles plus généraux, voir Climat de Provence-Alpes-Côte d'Azur et Climat des Bouches-du-Rhône.
En 2010, le climat de la commune est de type climat méditerranéen franc, selon une étude du Centre national de la recherche scientifique s'appuyant sur une série de données couvrant la période 1971-2000. En 2020, Météo-France publie une typologie des climats de la France métropolitaine dans laquelle la commune est exposée à un climat méditerranéen et est dans la région climatique  Provence, Languedoc-Roussillon, caractérisée par une pluviométrie faible en été, un très bon ensoleillement (2 600 h/an), un été chaud (21,5 °C), un air très sec en été, sec en toutes saisons, des vents forts (fréquence de 40 à 50 % de vents > 5 m/s) et peu de brouillards. 
Pour la période 1971-2000, la température annuelle moyenne est de 14,2 °C, avec une amplitude thermique annuelle de 16,9 °C. Le cumul annuel moyen de précipitations est de 605 mm, avec 5,8 jours de précipitations en janvier et 1,8 jours en juillet. Pour la période 1991-2020, la température moyenne annuelle observée sur la station météorologique de Météo-France la plus proche, « Salon-de-Provence », sur la commune de Salon-de-Provence à 4 km à vol d'oiseau, est de 14,7 °C et le cumul annuel moyen de précipitations est de 594,1 mm. 
La température maximale relevée sur cette station est de 43,4 °C, atteinte le 28 juin 2019 ; la température minimale est de −18,5 °C, atteinte le 12 février 1956,,. 
| Mois                                  | jan.             | fév.             | mars            | avril         | mai             | juin           | jui.            | août           | sep.           | oct.            | nov.            | déc.             | année      |
| ------------------------------------- | ---------------- | ---------------- | --------------- | ------------- | --------------- | -------------- | --------------- | -------------- | -------------- | --------------- | --------------- | ---------------- | ---------- |
| Température minimale moyenne (°C)     | 1,8              | 1,9              | 4,5             | 7,2           | 11              | 14,9           | 17,3            | 17,1           | 13,7           | 10,5            | 5,9             | 2,6              | 9          |
| Température moyenne (°C)              | 6,7              | 7,3              | 10,5            | 13,2          | 17,2            | 21,3           | 24              | 23,7           | 19,7           | 15,7            | 10,5            | 7,2              | 14,7       |
| Température maximale moyenne (°C)     | 11,5             | 12,7             | 16,5            | 19,3          | 23,4            | 27,8           | 30,7            | 30,4           | 25,7           | 20,9            | 15,2            | 11,9             | 20,5       |
| Record de froid (°C) date du record   | −14,3 24.01.1963 | −18,5 12.02.1956 | −9,4 02.03.05   | −4,3 08.04.21 | −0,9 01.05.1960 | 4,2 04.06.1984 | 7,6 17.07.00    | 7,7 08.08.1978 | 3,1 30.09.1974 | −3,6 31.10.1997 | −7,6 23.11.1998 | −14,4 28.12.1962 | −18,5 1956 |
| Record de chaleur (°C) date du record | 20,8 10.01.15    | 23,1 24.02.20    | 25,7 24.03.1994 | 29,2 10.04.11 | 34,4 24.05.09   | 43,4 28.06.19  | 39,7 26.07.1983 | 39,8 01.08.20  | 35,1 04.09.23  | 30,1 01.10.23   | 24,2 01.11.22   | 22 04.12.1961    | 43,4 2019  |
| Précipitations (mm)                   | 54,4             | 34,2             | 36,6            | 56,4          | 44              | 30,6           | 13,7            | 30,5           | 78,9           | 85,6            | 84,1            | 45,1             | 594,1      |

| Diagramme climatique                                  |             |             |             |          |              |              |              |              |              |             |             |
| J                                                     | F           | M           | A           | M        | J            | J            | A            | S            | O            | N           | D           |
| 11,51,854,4                                           | 12,71,934,2 | 16,54,536,6 | 19,37,256,4 | 23,41144 | 27,814,930,6 | 30,717,313,7 | 30,417,130,5 | 25,713,778,9 | 20,910,585,6 | 15,25,984,1 | 11,92,645,1 |
| Moyennes : • Temp. maxi et mini °C • Précipitation mm |             |             |             |          |              |              |              |              |              |             |             |

Les paramètres climatiques de la commune ont été estimés pour le milieu du siècle (2041-2070) selon différents scénarios d'émission de gaz à effet de serre à partir des nouvelles projections climatiques de référence DRIAS-2020. Ils sont consultables sur un site dédié publié par Météo-France en novembre 2022.

## Urbanisme

### Typologie
Au 1er janvier 2024, Grans est catégorisée ceinture urbaine, selon la nouvelle grille communale de densité à 7 niveaux définie par l'Insee en 2022.
Elle appartient à l'unité urbaine de Salon-de-Provence, une agglomération intra-départementale dont elle est une commune de la banlieue,. Par ailleurs la commune fait partie de l'aire d'attraction de Salon-de-Provence, dont elle est une commune de la couronne,. Cette aire, qui regroupe 6 communes, est catégorisée dans les aires de 50 000 à moins de 200 000 habitants,.

### Occupation des sols
L'occupation des sols de la commune, telle qu'elle ressort de la base de données européenne d’occupation biophysique des sols Corine Land Cover (CLC), est marquée par l'importance des territoires agricoles (64,5 % en 2018), en diminution par rapport à 1990 (70,5 %). La répartition détaillée en 2018 est la suivante : 
zones agricoles hétérogènes (35 %), prairies (23,3 %), forêts (12,2 %), milieux à végétation arbustive et/ou herbacée (11,9 %), cultures permanentes (6,3 %), zones urbanisées (6 %), zones industrielles ou commerciales et réseaux de communication (5,3 %), espaces verts artificialisés, non agricoles (0,1 %). L'évolution de l’occupation des sols de la commune et de ses infrastructures peut être observée sur les différentes représentations cartographiques du territoire : la carte de Cassini (XVIIIe siècle), la carte d'état-major (1820-1866) et les cartes ou photos aériennes de l'IGN pour la période actuelle (1950 à aujourd'hui).

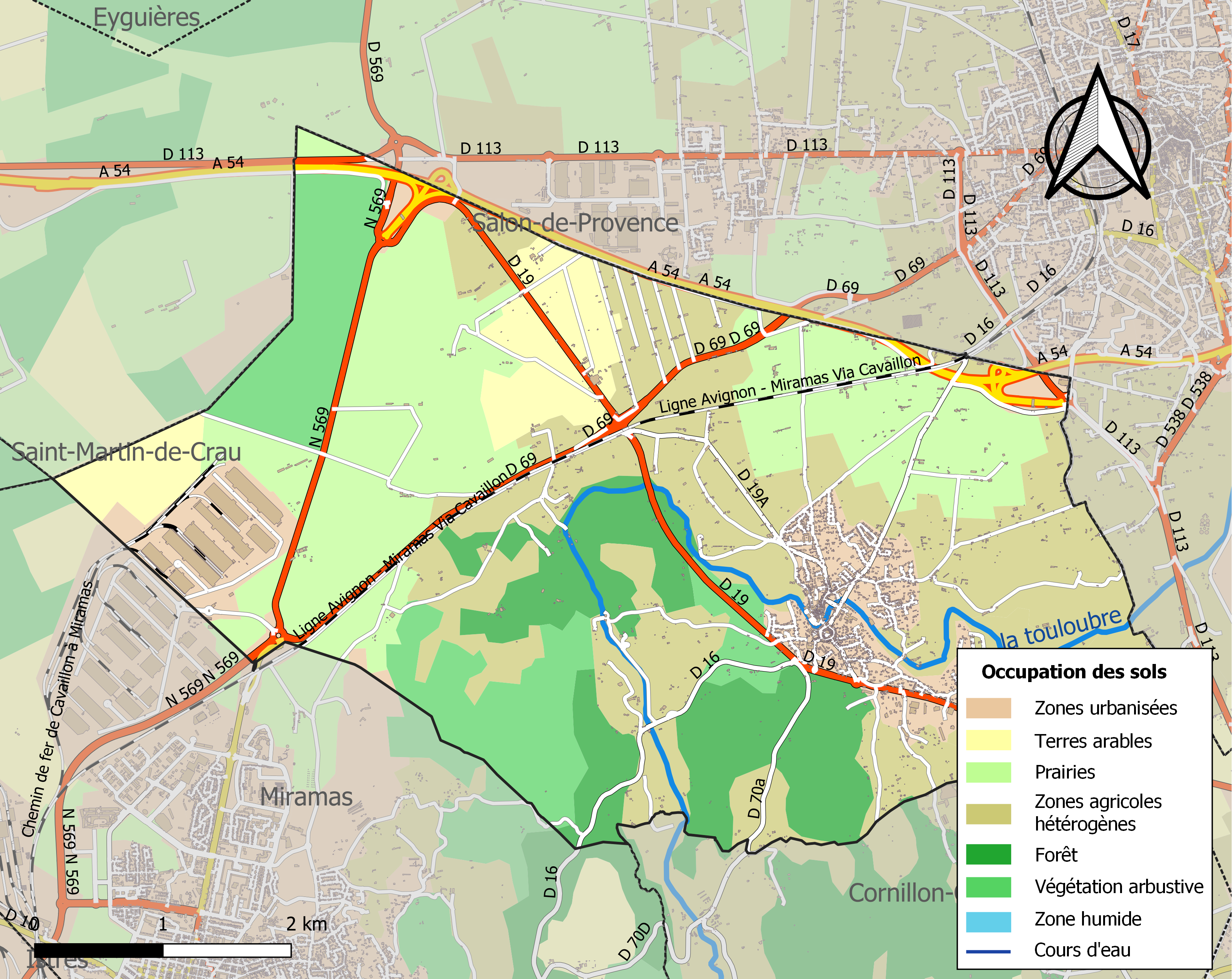
Carte des infrastructures et de l'occupation des sols de la commune en 2018 (CLC).

## Histoire
Dès le XIIe siècle, les documents font mention de De granis (sans doute du latin granum, le grain), une seigneurie appartenant à l'archevêché d'Arles. le village a compté jusqu'à 12 moulins à blé au XIXe siècle, signe d'une vocation essentiellement rurale.
Le 1er mars 2017, la commune de Grans est transférée de l'arrondissement d'Aix-en-Provence à celui d'Istres.

## Politique et administration

### Tendances politiques et résultats
| Scrutin             | Scrutin             | 1er tour | 1er tour | 1er tour | 1er tour | 1er tour | 1er tour | 1er tour | 1er tour  | 1er tour | 1er tour | 1er tour | 1er tour | 2d tour | 2d tour | 2d tour | 2d tour | 2d tour | 2d tour |
| Scrutin             | Scrutin             | 1er      | 1er      | %        | 2e       | 2e       | %        | 3e       | 3e        | %        | 4e       | 4e       | %        | 1er     | 1er     | %       | 2e      | 2e      | %       |
| ------------------- | ------------------- | -------- | -------- | -------- | -------- | -------- | -------- | -------- | --------- | -------- | -------- | -------- | -------- | ------- | ------- | ------- | ------- | ------- | ------- |
| Présidentielle 2017 | Présidentielle 2017 |          | FN       | 30,74    |          | LR       | 21,98    |          | EM        | 19,83    |          | LFI      | 15,60    |         | EM      | 51,19   |         | FN      | 48,81   |
| Présidentielle 2022 | Présidentielle 2022 |          | RN       | 30,43    |          | LREM     | 22,00    |          | LFI       | 15,21    |          | REC      | 11,86    |         | RN      | 55,72   |         | LREM    | 44,28   |
| Législatives 2022   | 8e                  |          | Ren-Ens  | 31,39    |          | RN       | 25,55    |          | LFI-Nupes | 16,94    |          | LR       | 13,16    |         | Ren     | 53,87   |         | RN      | 46,13   |
| Législatives 2024   | 8e                  |          | RN       | 46,27    |          | Ren-Ens  | 30,31    |          | LFI-NFP   | 15,10    |          | LR       | 4,28     |         | RN      | 51,42   |         | Ren     | 48,58   |

## Population et société

### Démographie
L'évolution du nombre d'habitants est connue à travers les recensements de la population effectués dans la commune depuis 1793. Pour les communes de moins de 10 000 habitants, une enquête de recensement portant sur toute la population est réalisée tous les cinq ans, les populations de référence des années intermédiaires étant quant à elles estimées par interpolation ou extrapolation. Pour la commune, le premier recensement exhaustif entrant dans le cadre du nouveau dispositif a été réalisé en 2007.

En 2022, la commune comptait 5 382 habitants, en évolution de +9,59 % par rapport à 2016 (Bouches-du-Rhône : +2,48 %, France hors Mayotte : +2,11 %).
| 1793  | 1800  | 1806  | 1821  | 1831  | 1836  | 1841  | 1846  | 1851  |
| ----- | ----- | ----- | ----- | ----- | ----- | ----- | ----- | ----- |
| 1 738 | 1 583 | 1 588 | 1 844 | 1 634 | 1 779 | 1 681 | 1 697 | 1 740 |

| 1856  | 1861  | 1866  | 1872  | 1876  | 1881  | 1886  | 1891  | 1896  |
| ----- | ----- | ----- | ----- | ----- | ----- | ----- | ----- | ----- |
| 1 967 | 1 968 | 1 994 | 1 920 | 1 937 | 1 794 | 1 807 | 1 706 | 1 779 |

| 1901  | 1906  | 1911  | 1921  | 1926  | 1931  | 1936  | 1946  | 1954  |
| ----- | ----- | ----- | ----- | ----- | ----- | ----- | ----- | ----- |
| 1 740 | 1 774 | 1 847 | 1 589 | 1 577 | 1 588 | 1 620 | 1 718 | 1 985 |

| 1962  | 1968  | 1975  | 1982  | 1990  | 1999  | 2006  | 2007  | 2012  |
| ----- | ----- | ----- | ----- | ----- | ----- | ----- | ----- | ----- |
| 2 216 | 2 446 | 2 801 | 3 095 | 3 436 | 3 716 | 4 033 | 4 078 | 4 319 |

| 2017  | 2022  | - | - | - | - | - | - | - |
| ----- | ----- | - | - | - | - | - | - | - |
| 5 118 | 5 382 | - | - | - | - | - | - | - |

### Manifestations culturelles et festivités

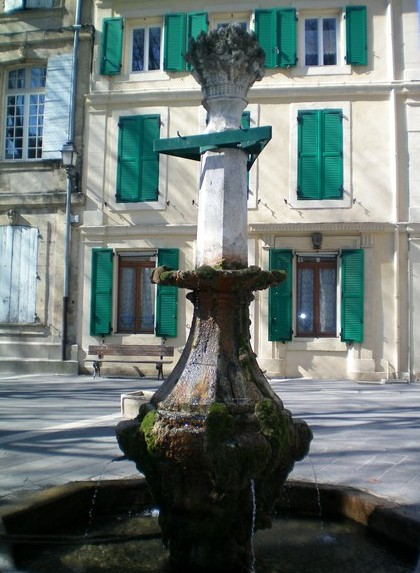

La fête votive se déroule le troisième week-end de juin avec, au programme : concours de boules, concours des contrées, bal, abrivado, encierro…

### Télévision
Grans a servi de cadre à l'émission télévisée Coup de foudre au prochain village diffusée sur TF1 en janvier 2013.[réf. nécessaire]
C'est à la mairie de Grans que sont célébrés par le maire, Yves Vidal, les mariages de l'émission Mariés au premier regard diffusée sur M6 en 2016, 2017, 2019, 2020 et 2021.

### Cinéma
Deux films ont été tournés en partie à Grans, Les Invincibles avec Gerard Depardieu et Virginie Efira sorti en 2013, Fiston avec Kev Adams et Franck Dubosc sorti en 2014.

### Personnalités liées à la commune
- Le poète d'expression provençale Max-Philippe Delavouët (1920-1990) a vécu l'essentiel de sa vie à Grans.
- Germaine Richier (1902-1959), sculptrice, y est née.
- Christian Chomel (1959-....), raseteur, y est né.

### Héraldique
| Armes de Grans | Les armes peuvent se blasonner ainsi : D'azur terrassé de sinople à trois épis de blé d'or. Ce sont des armes « parlantes », grans signifiant « grains » en provençal. |

## Économie

### Navette municipale
En 2020, la commune a mis en place une navette gratuite et électrique qui effectue quatre parcours sur les principaux quartiers de la commune, de 7 heures à 19 heures du lundi au samedi, hors périodes de vacances scolaires. L'objectif est de transporter 1 000 à 1 200 personnes/mois.

## Culture et patrimoine
La commune est le siège du Collectif Prouvènço, une association régionale qui œuvre pour la défense et la reconnaissance du provençal comme une langue distincte de l'occitan et qui organise notamment le « Festival des fontaines » sur la commune.

### Lieux et monuments
- Station préhistorique du Beau Majour.
- Église Saint-Pierre-ès-Liens de Grans. Elle est inscrite à l'Inventaire général du patrimoine culturel[32].
- Mas du Bayle-Vert, où vécut l'écrivain Max-Philippe Delavouët (1920-1990).
- Musée : œuvres de Dauphin.
- Fontaine Mary-Rose
- Réserve naturelle régionale de la Poitevine-Regarde-Venir